# William Njoku
William Chidi Njoku (Accra, 5 marzo 1972) è un ex cestista e allenatore di pallacanestro ghanese naturalizzato canadese, professionista in Europa.

## Carriera
È stato selezionato dagli Indiana Pacers al secondo giro del Draft NBA 1994 (41ª scelta assoluta).
Con il Canada ha disputato due edizioni dei Campionati mondiali (1994, 1998) e tre dei Campionati americani (1993, 1995, 1997).

## Palmarès

### Giocatore
- Coppa di Macedonia: 1

Rabotnički Skopje: 2005